# Santuari de la Fontsanta (Jafre)
|  | No s'ha de confondre amb Santuari de la Mare de Déu de la Fontsanta (Subirats). |

El Santuari de la Fontsanta també dit Mare de Déu de Gràcia de la Fontsanta és un edifici religiós al municipi de Jafre (Baix Empordà) catalogat a l'Inventari del Patrimoni Arquitectònic de Catalunya. Molt a prop hi ha la Font Santa de Jafre, inventariada de manera independent.

## Arquitectura

### Edifici

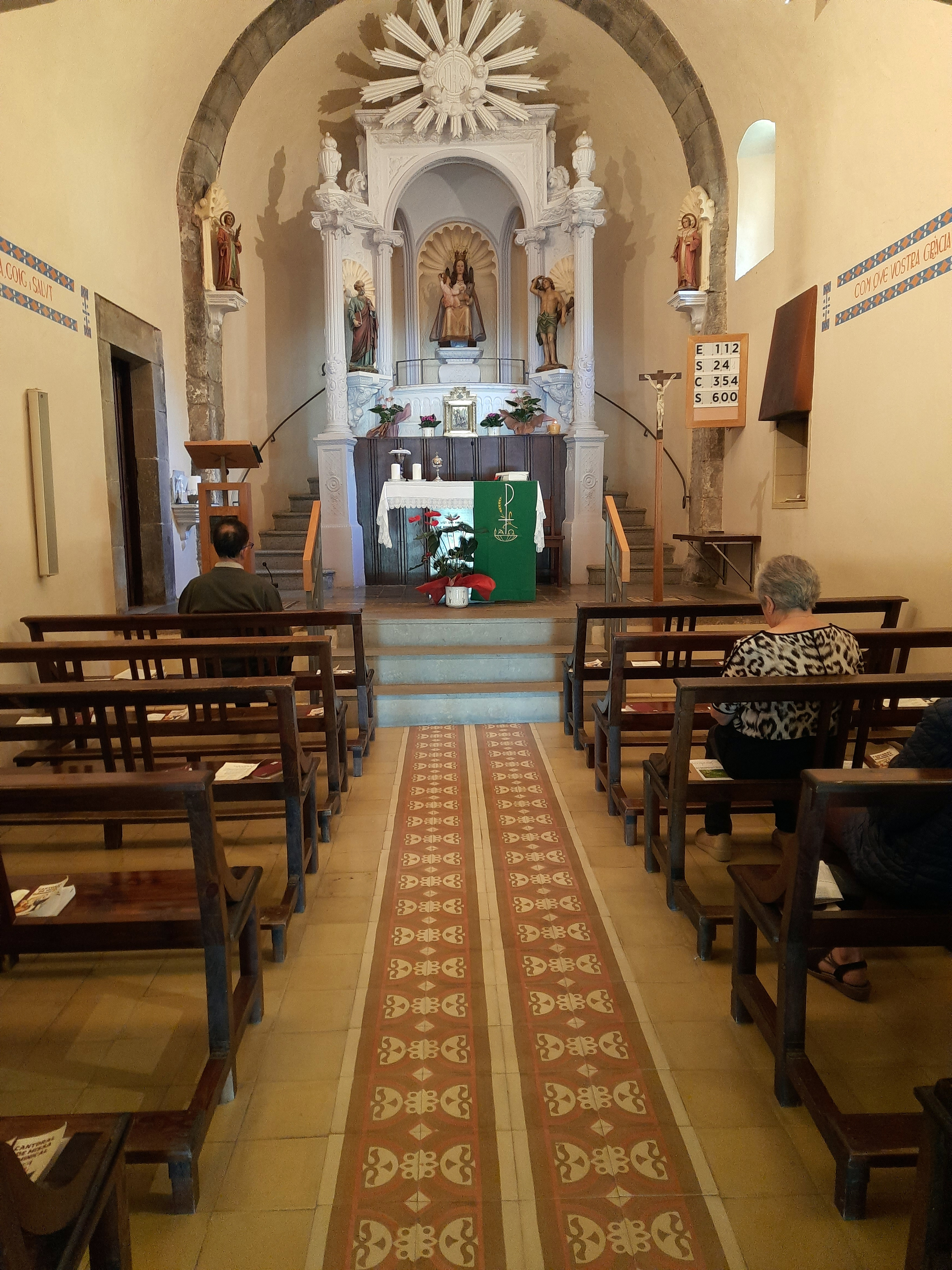

El conjunt del santuari està format per una capella i dependències que formen una unitat arquitectònica. L'església és al centre, entre dos cossos laterals amb les diferents estances i un gran atri al qual dona accés una arcada rebaixada. Tot el conjunt edificat es cobreix amb una sola teulada de dues pendents de la qual sobresurt una petita espadanya d'un arc. A l'interior de l'atri, al costat sud hi ha un finestral geminat, renaixentista, decorat amb motlluratges.
A la façana de la capella, al fons del pòrtic, la portada d'arc de mig punt de gran dovellatge és precedida d'una escala de pedra de pla semicircular. Al costat de la porta hi ha una pila beneitera notable, obrada en jaspi i amb l'escut, abarrocat, de la casa Pou de Jafre (segle xviii). La capella té una sola nau amb volta de canó i capçalera poligonal; al presbiteri hi ha un cambril modern, ja que el mobiliari fou destruït el 1936. L'edifici és construït amb pedres desbastades i carreus angulars; els murs externs són remolinats.

### Font
Al sud del santuari, molt a prop, hi ha la Font Santa de Jafre, del segle xv, i que és un monument igualment inventariat. És una font al municipi de Jafre (Baix Empordà) inclosa en l'Inventari del Patrimoni Arquitectònic de Catalunya. Element d'arquitectura civil, la font és al costat de migdia del santuari de la Mare de Déu de Gràcia de la Fontsanta, prop el seu angle sud-est, dins un clos enjardinat. Brolla dins d'una petita construcció coberta amb volta de canó de pedra morterada -amb les empremtes deixades per l'encanyissat visible-. S'hi baixa per mitjà d'alguns esglaons i al fons hi ha el brollador; l'aigua cau en una concavitat natural, de roca. Al mur hi ha la portella del dipòsit i una fornícula on hi ha una imatge de la Mare de Déu, moderna. La construcció és feta amb pedres sense treballar barrejades amb fragment de terrissa.

## Història

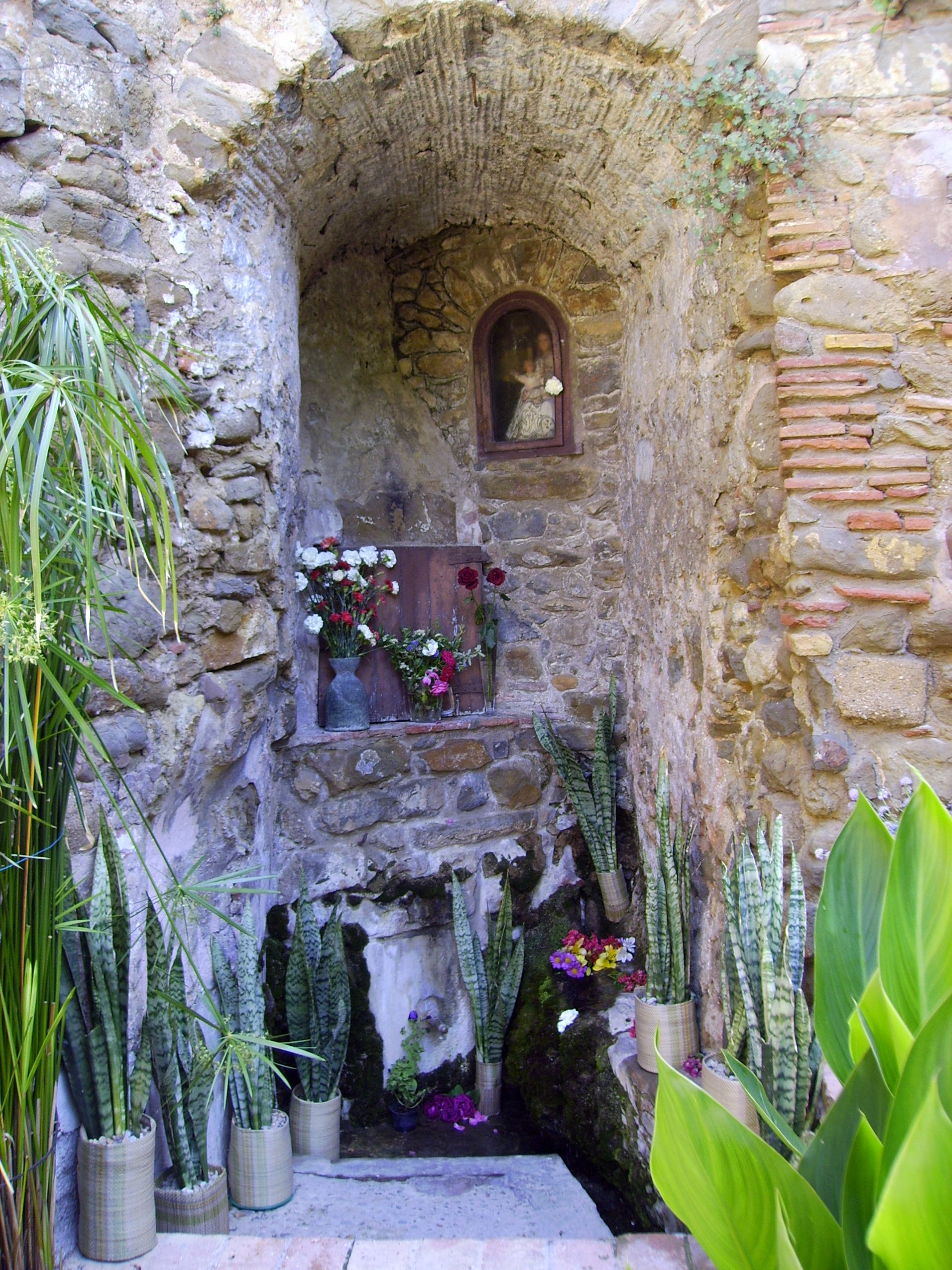
Font Santa de Jafre

### Santuari
El santuari es construí al segle xv al costat de la font "dels Horts de Maris". El novembre de l'any 1460 el pagès Miquel Castelló afirmà que havia rebut un avís sobrenatural segons el qual l'aigua d'aquesta font esdevindria miraculosa. Molt aviat l'anomenada del lloc s'estengué i hi començà a acudir gent d'arreu del país. Hom assegurava que es produïa moltes curacions i que l'aigua era especialment pròdiga amb els reumàtics i paralítics i, sobretot, amb els malalts de la vista; si la font era profanada per algun "pecador públic", deien que el raig s'estroncava.
Es conserva la declaració escrita de Miquel Castelló i l'expedient notarial que recull el testimoni ocular de molta gent, documents encarregats pel bisbe de Girona en intervenir en l'assumpte. El 25 de juny del 1461, en assemblea general dels caps de casa de Jafre i els seus regidors, que tingué lloc a l'església parroquial, presidia pel Vicari General de la diòcesi, hom decidí tancar la font i construir una capella al seu costat. També es va autoritzar la construcció de piscines -que no se sap exactament on eren situades- i de rentadors d'ulls. D'aleshores ençà la font seria coneguda com "la Font Santa".
Durant segles aquest santuari fou molt visitat; després la seva fama s'anà diluint, però ha estat sempre obert al culte. La font raja, en un clos, al costat de migdia de l'edifici. Els Goigs a la Mare de Déu de la Fontsanta de Jafre canten en la seva primera estrofa: De Jafre sou la corona, l'alegria i el consol; el vostre amor acarona, la comarca com un sol; la nostra fe s'ageganta, amb vostra gràcia i virtut. Aquests Goigs són de l'any 1945, escrits per Mn. Francesc Viver i amb música de Salvador Dabau.
Tot i que l'advocació del Santuari és la de Nostra Senyora de Gràcia, des de sempre s'ha conegut com a Mare de Déu de la Font Santa. Al retaule hi ha les imatges de Sant Pere (esquerra) i Sant Sebastià (dreta). També s'hi veneren els sants Metges. Es troben a les parets laterals del presbiteri: sant Cosme (esquerra) i sant Damià (dreta). L'actual imatge de la Mare de Déu és de guix i va ser beneïda l'11 de novembre de 1939, després que el 8 de setembre d'aquell any es restablís el culte, un cop ja acabada la Guerra Civil. La Mare de Déu sosté amb la mà dreta el Nen Jesús assegut als seus genolls, i amb l'esquerra aguanta una font amb un rajolí d'aigua que simbolitza la Font Santa. L'infant porta a la mà dreta la bola del món.

### Font
El novembre del 1460 un pagès anomenat Miquel Castelló declarà que havia rebut un avís sobrenatural, d'un personatge misteriós, que se l'havia aparegut, segons el qual l'aigua de la Font dels Horts de Maria era miraculosa. Aviat la seva fama s'estengué i hom afirmà que s'hi produïen nombroses curacions; des d'aleshores fou anomenada "Fonts Santa". L'any 1461 hom decidí bastir la capella al costat de la font, amb piscines i altres serveis per als malalts. El santuari de la Fontsanta esdevingué molt popular i fou visitat per gent d'arreu del país durant molt de temps. L'aplec més important era el del 8 de setembre. També s'hi acudia en romiatge el 25 de març i pel dilluns de Quinquagèsima. Esvaïda la fama inicial el santuari de la Fontsanta, obert encara als visitants, ha esdevingut d'importància purament comarcal.